# FOLR2
FOLR2 (англ. Folate receptor beta) – білок, який кодується однойменним геном, розташованим у людей на короткому плечі 11-ї хромосоми. Довжина поліпептидного ланцюга білка становить 255 амінокислот, а молекулярна маса — 29 280.
| 10         |  | 20         |  | 30         |  | 40         |  | 50         |
| ---------- |  | ---------- |  | ---------- |  | ---------- |  | ---------- |
| MVWKWMPLLL |  | LLVCVATMCS |  | AQDRTDLLNV |  | CMDAKHHKTK |  | PGPEDKLHDQ |
| CSPWKKNACC |  | TASTSQELHK |  | DTSRLYNFNW |  | DHCGKMEPAC |  | KRHFIQDTCL |
| YECSPNLGPW |  | IQQVNQSWRK |  | ERFLDVPLCK |  | EDCQRWWEDC |  | HTSHTCKSNW |
| HRGWDWTSGV |  | NKCPAGALCR |  | TFESYFPTPA |  | ALCEGLWSHS |  | YKVSNYSRGS |
| GRCIQMWFDS |  | AQGNPNEEVA |  | RFYAAAMHVN |  | AGEMLHGTGG |  | LLLSLALMLQ |
| LWLLG      |  |            |  |            |  |            |  |            |

A: Аланін

C: Цистеїн

D: Аспарагінова кислота

E: Глутамінова кислота

F: Фенілаланін

G: Гліцин

H: Гістидин

I: Ізолейцин

K: Лізин

L: Лейцин

M: Метіонін

N: Аспарагін

P: Пролін

Q: Глутамін

R: Аргінін

S: Серин

T: Треонін

V: Валін

W: Триптофан

Кодований геном білок за функцією належить до рецепторів. 
Задіяний у такому біологічному процесі, як транспорт. 
Локалізований у клітинній мембрані, мембрані.
Також секретований назовні.